# Movimiento Nacional para la Liberación del Azawad
El Movimiento Nacional para la Liberación del Azawad (MNLA, del francés Mouvement national de libération de l'Azawad) es una organización político-militar que se fraguó a partir de la fusión de Movimiento Nacional del Azawad (MNA, en francés Mouvement national de l'Azawad) y Movimiento Touareg en el Norte de Malí (MTNM, francés Mouvement touareg du Nord-Mali).  Se trata de una organización que aglutina a los rebeldes tuareg, protagonista de la rebelión tuareg de 2012 que reivindica la independencia de la parte septentrional de Malí, conocida como Azawad.

## Historia

Bandera propuesta por el MNLA para un Azawad independiente.

### Orígenes
El Movimiento Nacional del Azawad (MNA), creado en noviembre de 2010 y que se define como "una organización política de Azawad que defiende y pone en valor la política pacífica para lograr los objetivos legítimos de recuperar todos los derechos históricos despojados de la población del Azawad ”, y el Movimiento Tuareg del Norte de Mali (MTNM), un movimiento que lideró las rebeliones de 2006 a 2009, se fusionó el 16 de octubre de 2011 para crear el MNLA. Varios grupos de ex rebeldes tuareg que huyeron de Malí en la década de 1990 para alistarse en el ejército libio de Muammar Gaddafi se unieron al movimiento tras la caída del régimen libio en 2011. Trajeron consigo una gran cantidad de armas, reactivando el conflicto para la autodeterminación del Azawad.
A pesar de su deseo de reunir a todas las comunidades de Azawad, el MNLA solo federa genuinamente a unas pocas tribus tuareg, especialmente en el este y noreste de Mali; principalmente los idnanes, los imididaghans, los chamanamasses, los daoussahaks y parte de los ifoghas. Muy pocos árabes, Peuls y Songhai se unen al movimiento.

## Reivindicaciones e ideología
El objetivo del MNLA es la autodeterminación del Azawad. Abiertamente a favor de la independencia en 2012, sus posiciones evolucionaron en 2013 hacia el autonomismo tras el cambio en el equilibrio de poder.
Además, el MNLA afirma ser un "movimiento político-militar para todo el pueblo de Azawad", mientras que el gobierno maliense, y el de Francia, considera que representa solo una parte de la población del territorio afectado.
Ideológicamente, el MNLA afirma rechazar el islamismo, pero el término "secularismo", aunque a veces se usa, no es unánime dentro del movimiento. Sin embargo, el 19 de marzo de 2012, después del fracaso de un acuerdo con Ansar Dine, el buró político del MNLA declaró que "la República por la que estamos luchando se basa en los principios de democracia y laicismo".

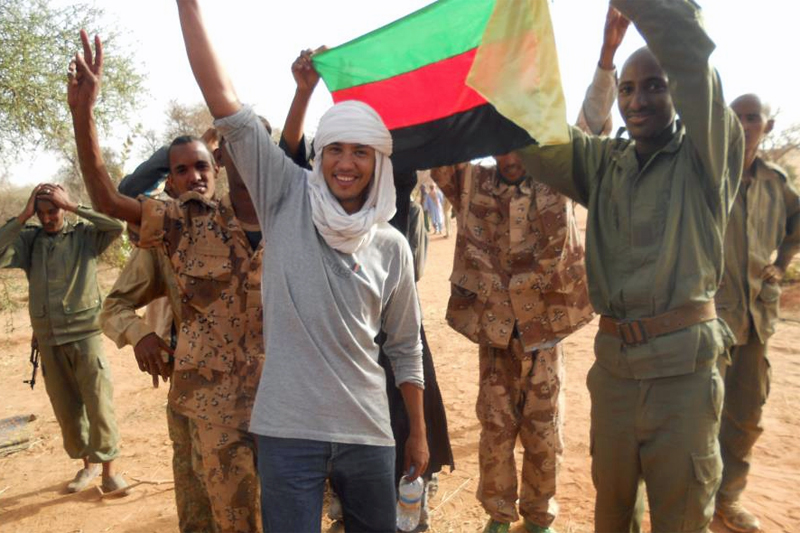
Miembros del MNLA en 2012

El 13 de febrero de 2013, en un comunicado de prensa, el MNLA afirmó "no cuestionar las fronteras internacionalmente reconocidas de Malí al tiempo que recordaba claramente la existencia de Azawad como entidad" Esto marca un cambio de posición sobre el estado deseado de Azawad. Anteriormente, solo quería independizarse de Mali. Hoy, el MNLA está haciendo una concesión, sugiere una autonomía simple, autogestión del norte de Malí, pero aún integrada en el territorio de Malí. Además, para permitir el proceso de negociación, se requiere el nombramiento de "un negociador neutral, reconocido internacionalmente" y aprobado por el gobierno central y él mismo. Al mismo tiempo, hizo un llamamiento al estado de Malí a través de consultas para "fijar las condiciones para el ejercicio de la autoridad, la administración y el desarrollo de Azawad". Además, ante la preocupación por la situación de la población de Azawad, solicitó un rápido progreso en términos de acceso a la salud, el agua, la electricidad y los alimentos. y educación. Finalmente, también pidió "la apertura de una investigación internacional independiente para arrojar luz sobre todos los crímenes cometidos por el ejército maliense desde 1963 hasta la actualidad en las poblaciones de Azawad". Para ello, "apoya la solicitud de Human Rights Watch de una comisión internacional independiente de investigación".

## Organización
En febrero de 2012, el MNLA anunció20 la formación de un Consejo Ejecutivo compuesto por:
- Bilal Ag Acherif: secretario general del MNLA, recibido en París por varios diplomáticos franceses[16] para solicitar apoyo material para luchar contra los islamistas de AQMI y MUJAO;[17][18][19]

- Mohamed Ag Tahado: Presidente de la Junta Asesora de MNLA;

- Abdoulkarim Ag matafa: presidente del consejo revolucionario del MNLA;

- Mahmoud Ag Ghali: presidente del buró político;

- Hamma Ag Sid’Ahmed: portavoz responsable de las relaciones externas;

- Mohamed Ag Najem: jefe de gabinete, excoronel del ejército libio y que tiene equipo avanzado26;

- Moussa Ag Acharatoumane: oficial de derechos humanos;

- Bekay Ag Hamed: oficial de comunicaciones;

- Nina Wallet Intalou: responsable de educación y formación;

- El escritor y actor tuareg Moussa Ag Assarid se une al MNLA27 como portavoz.[20]

Los principales oficiales del MNLA son los coroneles Bouna Ag Attiyoub, Machkanani Ag Balla, Assalat Ag Habi, Iba Ag Moussa, Mbarek Ag Akly, Al Ghabass Ag Hamed’Ahmed, Adghaymar Ag Alhousseiny, Intallah Ag Assayid.
Los otros ejecutivos de este movimiento son Ambéry Ag Rhissa, Hassane Fagaga y Mossa Ag Attaher.

## Efectivos
Al comienzo de la rebelión en enero de 2012, el MNLA reivindicó que tenía 1,000 hombres, incluidos 400 ex soldados de Gadafi, seis meses después, aseguró que tenía 10,000 combatientes.

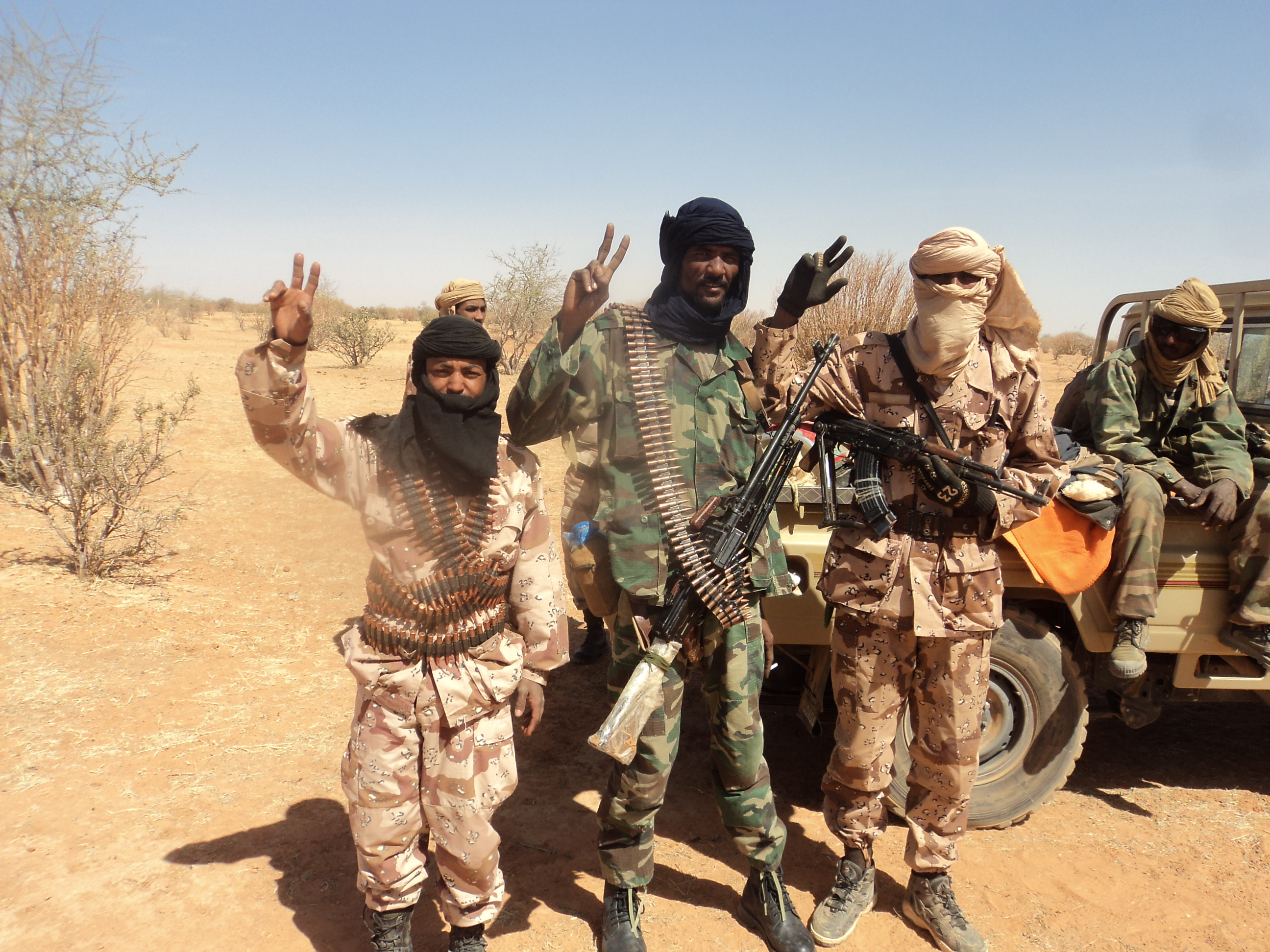
Combatientes del MNLA

A mediados de junio de 2012, el coronel del MNLA Intallah Ag Assai declaró que el movimiento tenía 9,000 hombres en todo el Azawad. El mismo mes, Bilal Ag Acherif, secretario general del movimiento, reclamó 10.000 combatientes.
Según el Ministerio de Defensa de Malí, al menos 500 hombres de la Guardia Nacional, todos tuaregs, desertaron en 2012 para unirse a las filas del MNLA.
En abril de 2012, Lamine Ag Billal, capitán del MNLA, dijo que al menos 3.000 combatientes tuareg de Libia se habían unido al norte de Malí después de la caída del régimen de Gadafi. La mayoría, dijo, se unió al MNLA y se opuso a que Iyad Ag Ghali liderara el movimiento.
En diciembre de 2012, mientras los yihadistas expulsaban al MNLA de las ciudades del norte de Malí, el secretario general Bilal Ag Acherif afirmó que su movimiento tiene cuatro bases alrededor de Léré, Gao, Ménaka y Tinzawatène, donde están acantonados 1,000 combatientes. Agrega: "varios hombres han regresado a casa después de los combates a principios de año, pero todavía están listos para regresar, para responder al llamamiento del movimiento".
Según Jean-Christophe Notin, con fuentes militares francesas, el MNLA tenía 1.500 hombres a principios de 2013.
En junio de 2015, Hama Ag Sid'Ahmed, portavoz del MNLA, dijo que el movimiento tenía 3.000 combatientes.
En un informe de marzo de 2016 de la MINUSMA se estimó que el MNLA contaba con 2.000 hombres.

## Contexto histórico: las "rebeliones tuareg"
El conflicto emprendido desde principios de 2012 por el MNLA es parte de una serie de insurrecciones generalmente llamadas "rebeliones tuareg", que han opuesto a ciertos miembros del pueblo tuareg a los gobiernos de Malí y Níger.
Desde 1916, ha habido varios conflictos principales:
- La rebelión tuareg de 1916-1917 en Níger;

- La rebelión tuareg de 1962-1964 en Malí, generalmente llamada la "primera rebelión tuareg", que fue muy reprimida por el ejército maliense. El movimiento también quedó muy debilitado por las sequías de la década de 1970;

- La rebelión tuareg de 1990-1996 en Mali y Níger. Comenzó en 1990, dos años después de la creación del Movimiento Popular para la Liberación del Azawad. En Malí, un primer período de conflicto (octubre-diciembre de 1990) llevó a la firma de los acuerdos de Tamanrasset en 1991 y el pacto nacional en 1992,[28] pero que no marcó el final de las hostilidades. Los conflictos reaparecieron en 1994-1995 y la paz finalmente se selló el 27 de marzo de 1996 en Tombuctú durante la ceremonia de la Llama de la Paz, durante la cual los rebeldes tuareg quemaron 3.000 armas utilizadas durante la rebelión;

- La rebelión tuareg de 2006 en Malí, que culminó con los acuerdos de Argel (firmados el 4 de julio de 2006);

- La rebelión tuareg de 2007-2009, en Níger y Malí;

- La rebelión tuareg de 2012 iniciada por el MNLA en Malí.

### Rebelión de 2012

Ciudades controladas por los rebeldes tuareg.

La rebelión armada tuareg comenzó el 17 de enero de 2012.  Controla la región de Kidal rápidamente desde el mes de marzo. Posteriormente avanzan hacia las regiones de Gao y de Tombuctú.
Un mes más tarde el Estado de Malí anuncia su retirada de la ciudad de Gao que cae en manos de los rebeldes el 31 de marzo de 2012. Tombuctú la última ciudad bajo contról del gobierno de Malí al norte del río Níger caerá el 1 de abril de 2012.
Según fuentes de los rebeldes, en tan solo dos meses se habían hecho con el control del 70% del norte del país.  La revuelta había provocado hasta entonces cerca de 200.000 desplazados, y se habían registrado combates en las ciudades de Lere, Ménaka, Aguelhok y Tessalit.
Debido a la incapacidad del gobierno del presidente Amadou Toumani Toure por controlar a los rebeldes, los militares de Malí protagonizaron en la capital, Bamako, un golpe de Estado el 21 de marzo de 2012, haciéndose con el control del país y cerrando las fronteras.
El 2 de abril de 2012, el buró político intentó tranquilizar a los países vecinos de Malí en estos términos: "Aseguramos a los estados vecinos, a las poblaciones de la subregión y a la comunidad internacional que la liberación del Azawad contribuirá a fortalecer la seguridad , desarrollo y paz para una mejor integración de los pueblos, las culturas y una mejor estabilidad en la zona saharo-saheliana”.
Después de la captura de las tres ciudades principales del norte, el MNLA declara un alto el fuego unilateral el jueves 5 de abril de 2012, un día antes de la declaración de independencia de Azawad, el 6 de abril de 2012. Esta declaración de independencia es rechazada por unanimidad por la Comunidad Económica de los Estados del África Occidental (CEDEAO) y toda la comunidad internacional (incluidos Francia y los Estados Unidos) el mismo día.

### Enfrentamientos internos
En mayo de 2012 el MNLA y Ansar Dine iniciaron negociaciones acordando crear una Asamblea Consultiva en la que la tendencia islamista ocuparía dos tercios de los escaños, reafirmando la sharia como base legal del país.
El 27 de mayo de 2012, el MNLA y Ansar Dine anunciaron que se habían fusionado para formar un "Consejo de Estado Islámico de Transición". Esta unión es desconcertante e implica algunas preguntas, ya que las dos organizaciones tienen objetivos diferentes: uno lucha por un estado secular e independiente, el otro está a favor de la aplicación de la ley coránica y el control de la población con la instrumentalización del Islam. Esta asociación se interpreta como una alianza de circunstancias, que beneficia al grupo Ansar Dine, porque según Philippe Hugon, director de investigación en el Instituto de Relaciones Internacionales y Estratégicas (IRIS), "El MNLA es mucho más débil, mucho menos rico y organizado que Ansar Dine ". Por lo tanto, la estrategia de Ansar Dine es ahorrar tiempo y terreno para poder expulsar posteriormente al MNLA.
En el mes de  junio se registraron enfrentamientos armados entre miembros del MNLA y el AQMI en las inmediaciones de Tombuctú. El 3 de junio de 2012, las fuerzas de Ansar Dine expulsaron a las fuerzas del MNLA de Tombuctú. Tras la toma de la ciudad, Ag Ghaly repudió en un discurso a la rebelión tuareg nacionalista y dijo que la única motivación de sus hombres era la del Islam. El 13 de junio, las fuerzas del MNLA intentaron sin éxito retomar la ciudad.
Los días 28 y 29 de junio de 2012, la CEDEAO se reunió en Costa de Marfil para planificar el despliegue de una fuerza de intervención militar de 3.000 hombres, si las negociaciones con los grupos armados fracasaban. El objetivo es el cese de las hostilidades para restaurar la integridad territorial de Malí y permitirle hacer una transición política.
A finales de junio de 2012, el MNLA ya no estaba en una posición de fortaleza, perdió el control total de sus territorios conquistados, en beneficio de los movimientos salafistas como Ansar Dine, AQMI o MUJAO.

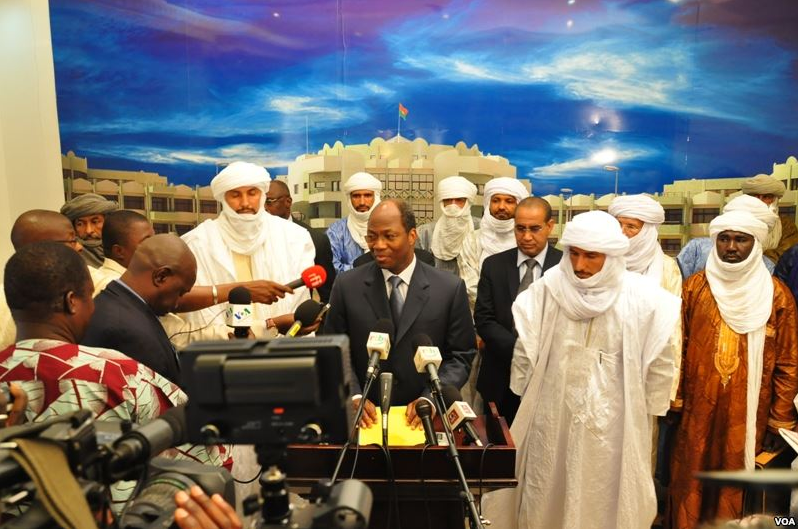
Delegados de Ansar Dine y del MNLA en Ouagadougou el 16 de noviembre de 2012 : de izquierda a derecha en primera fila gauche : Alghabasse Ag Intalla, hijo del líder de los Ifoghas, representante de Ansar Dine y futuro jefe del MIA, Djibrill Bassolé, Ministro de Exteriores de Burkina Faso, Bilal Ag Acherif, secretario general del MNLA y Mahamadou Djéri Maïga, vicepresidente del MNLA.

En diciembre de 2012, el MNLA expulsado por sus antiguos aliados comenzó las negociaciones de paz con Bamako. Ahora defiende la autonomía de Azawad y ya no la independencia de Mali.

### Reorganización
El 14 de enero de 2013, poco después de iniciarse la Intervención militar en Malí por parte de Francia y otros países en apoyo del gobierno maliense y contra los antiguos aliados del MNLA, el grupo independentista declaró que lucharía contra el terrorismo islámico al lado de los franceses y del gobierno maliense.  El MNLA declara que está listo para brindar apoyo al ejército francés, realizando "trabajos de campo". Afirma que tiene hombres, armas y que "sobre todo, quiere liberar al Azawad". Además, esta asistencia del MNLA parece ser útil y no despreciable según Philippe Hugon, porque cree que "su apoyo y su conocimiento del terreno son esenciales para el ejército de Malí y la fuerza internacional".
El 28 de enero de 2013, el MNLA anunció que se había apoderado de la ciudad de Kidal y su región, que estaban en manos de los islamistas.
A finales de enero de 2013, tras la creación del Movimiento Islámico del Azawad, el MNLA se muestra reticente hacia este nuevo movimiento considerando que reúne a "la mayoría de los ex líderes de Ansar Dine, con la excepción de su fundador Iyad Ag Ghali". En consecuencia, se pregunta si esta organización realmente ha "renunciado a la ley islámica" y sus objetivos iniciales. El MNLA tiene como objetivo ser el único baluarte contra los "grupos fundamentalistas" y, por lo tanto, ser un interlocutor confiable y convincente para futuras negociaciones con el poder central de Bamako.
El 4 de febrero de 2013, el MNLA arrestó a dos personas influyentes cerca de la frontera con Argelia, Mohamed Moussa Ag Mouhamed (Ansar Dine) y Oumeïni Ould Baba Akhmed (MUJAO), y los entregó a las fuerzas francesas. Esta captura subraya el compromiso del MNLA de luchar contra los grupos islamistas, así como la cooperación con el ejército francés, pero no solo. Al mismo tiempo, según algunos análisis, busca reconstruir su credibilidad y confiabilidad a nivel internacional porque nadie ha olvidado su alianza efímera con el grupo Ansar Dine en mayo de 2012.
El 8 de febrero de 2013, el fiscal de la República de Malí, Daniel Tessogué, emite órdenes de arresto contra los líderes de los grupos islamistas (AQMI, MUJAO y Ansar Dine) pero también contra miembros del MNLA. Se les acusa de "terrorismo, sedición, crímenes contra la seguridad interna del estado, la integridad del territorio nacional por la guerra, el uso ilegal de la fuerza armada, la devastación pública y el saqueo, crímenes y delitos de carácter racial, regionalista y religioso, narcotráfico internacional ”. Estas órdenes de arresto, especialmente de militanes del MNLA, muestran que Bamako ya no tiene interés dialogar con este movimiento cambiando su posición. Desde que el MNLA se hizo cargo de ciudades en el norte de Malí, como Kidal o Tessalit, al tiempo que impidió la presencia del ejército de Malí las autoridades recibieron presiones no solo de la población sino de organizaciones políticas y militares.
Los días 27 y 28 de febrero de 2013, la CEDEAO celebra en Yamoussoukro una reunión y plantea el desarme del MNLA para que pueda haber un "diálogo intermaliano". Sin embargo, el MNLA se niega a desarmarse de inmediato, poniendo la condición de su desarme al establecimiento de un diálogo con Bamako y la firma de una "hoja de ruta"
El 6 de marzo de 2013, en un comunicado de prensa, el MNLA indicó que se negó a desarmarse porque temía que el ejército de Malí pudiera cometer "abusos múltiples" y "crímenes masivos" en las poblaciones civiles de Azawad, y que "Son sus únicas fuerzas armadas las que protegen y aseguran a las poblaciones del Azawad donde sea que estén presentes". En esta perspectiva, el MNLA intenta interpelar a la comunidad internacional sobre el destino de los tuaregs en Malí, quienes podrían ser asimilados a islamistas, terroristas y quienes podrían ser en estos casos víctimas de secuestros y ejecuciones sumarias 60. En consecuencia, en las ciudades que controla con las fuerzas francesas y chadianas, como Kidal o Tessalit, el MNLA rechaza la presencia del ejército maliense porque estas ciudades están formadas principalmente por touareg y, por lo tanto, podrían ser objeto de abusos.  Al no permitir que el ejército de Malí se estableciera allí, el MNLA planteó un obstáculo importante que impide la reconciliación entre la comunidad tuareg y el gobierno central de Bamako. Esto constituye un problema que deberá resolverse para poder restablecer la integridad territorial de Malí a largo plazo.

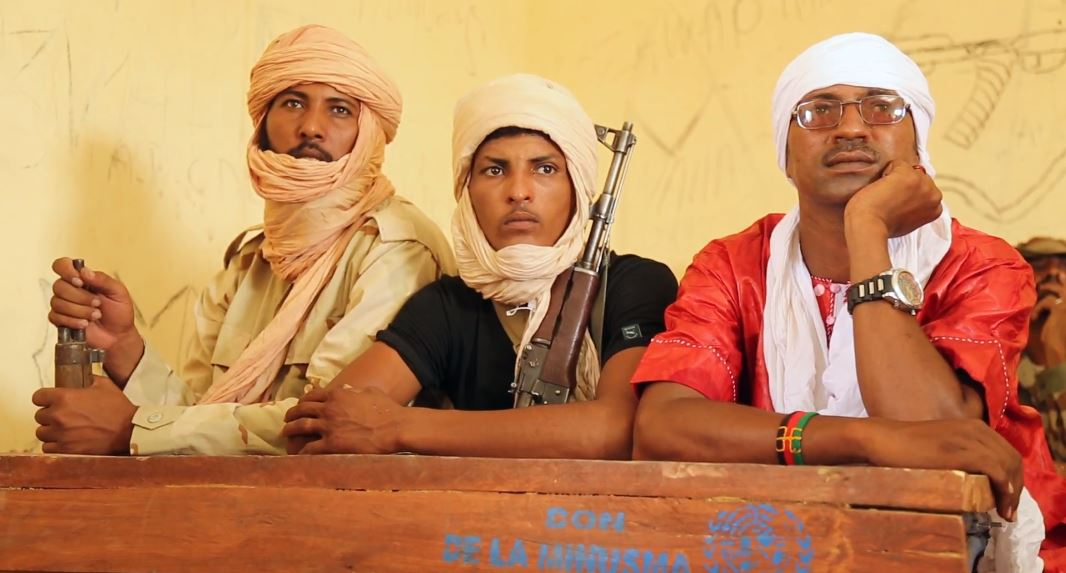
Miembros del MNLA en una reunión con representantes de la ONU en Ber, Malí, en enero de 2017

El 27 de marzo de 2013, el MNLA anunció el nombramiento de un gobernador en Kidal para "reorganizar administrativamente esta región" y "garantizar aún más la continuidad de la administración". Esta ciudad que está bajo su control, es objeto de tensión con el poder central de Bamako. Además, el gobierno de Malí sobre el terreno dice que este nombramiento no tiene base legal porque, según el portavoz del gobierno, Manga Dembélé, "los gobernadores en Malí son nombrados por decretos adoptados en el Consejo de Ministros" y que "Cualquier otro nombramiento [...] que pretenda nombrar un gobernador [...] es totalmente incompetente para hacerlo ”.
El 4 de abril de 2013, dos tuareg, que se cree próximos al MNLA, fueron arrestados por la policía y gendarmes malienses en Ménaka. Dado que las tropas francesas se retiraron de esta ciudad, para ir más al norte de Malí, ahora está bajo el control del ejército de Malí y los soldados nigerinos. Se considera que el arresto fue organizado solo por tropas malienses. Según análisis, este acto de los agentes de seguridad malienses atestigua el clima de tensión que permanece entre el gobierno de Bamako y el MNLA.
El 24 de abril de 2013, el MNLA celebró una conferencia de prensa en París. Una acción que se interpreta como la persistencia del MNLA en rechazar su desarme, y rechaza la celebración de las elecciones presidenciales, programadas para julio de 2013. Las autoridades francesas que apoyan al MNLA con el objetivo de expulsar a los islamistas del norte de Malí y favorecer su integración en el juego político pidieron al MNLA que se desarmara y aceptara las elecciones, para permitir un diálogo intermaliense. Francia parece estar en un punto muerto porque a primera vista parece no tener medios reales de presión sobre el MNLA.
En cuanto al MNLA, en su defensa, considera que no ha habido negociaciones con representantes del gobierno de Bamako y con la comunidad internacional para proporcionarle garantías suficientes. Además, destaca otra condición; quiere que los refugiados regresen al territorio.
En abril de 2013, el MNLA controlaba la ciudad de Kidal con soldados franceses, chadianos y miembros del MIA (Movimiento Islámico de Azawad). El MNLA se considera "en un estado de beligerancia" con el poder central de Bamako.

#### Cuestionamiento desde Bamako del MNLA
El 31 de enero de 2013, el presidente interino de Malí, Dioncounda Traoré, sostuvo que el MNLA seguía siendo el único interlocutor, con el que era posible el diálogo, con el objetivo de permitir negociaciones políticas, con la condición de que este rechazara "sus reclamos territoriales". " Esta declaración del presidente de Malí, por lo tanto, descarta cualquier alianza con la escisión del grupo Ansar Dine, el Movimiento Islámico del Azawad.
El 3 de febrero de 2013, el presidente de la República de Níger, Mahamadou Issoufou, declaró en Radio France International que "el MNLA no es representativo del pueblo tuareg" debido a la inmensidad de la comunidad tuareg. En consecuencia, juzga que este movimiento es una minoría. Además, según él, debe abandonar las armas para permitir "la restauración de la integridad de Malí".

#### Financiación
En 2012, durante la guerra de Malí, Catar fue acusado por Le Canard enchaîné, quien recurriría a una fuente del DRM, de financiar el MNLA en Malí, así como AQMI, MUJAO y Ansar Dine, a través de la Media Luna Roja de Catar, la única organización humanitaria autorizada para operar en territorios controlados por yihadistas en el norte de Mali. En octubre de 2012, la DGSE negó, sin embargo, la presencia de fuerzas especiales o agentes cataríes en Mali. El historiador Jean-Christophe Notin también duda de que Catar haya brindado apoyo a los grupos armados malienses e indica que, según una fuente cercana a la DGSE: "nunca se han aportado pruebas de una transferencia de fondos de su parte hacia los yihadistas ”.

### Acuerdos con el gobierno de Malí de 2015
En junio de 2015 se firma un nuevo Acuerdo de Argel poniendo en valor las particularidades culturales y sociales de la región. También se establecen acuerdos militares. En Kidal no hay ejército de Malí y hay un solo representante del gobierno representante de la Coordinación de los Movimientos del Azawad (CMA).
En diciembre de 2019 el MNLA celebró un nuevo congreso. Las relaciones con el gobierno de Bamako continúan tensas pero la situación se mantiene con la mediación de la MINUSMA.